# Orsara di Puglia
Orsara di Puglia là một đô thị ở tỉnh Foggia, Puglia, phía nam Italia. Đô thị này có diện tích 82 km2, dân số 3268 người. 